# Arcebispos de San Juan
Lista de arcebispos de San Juan, Porto Rico
- Alonso Manso (1511-1539)
- Rodrigo de Bastidas (1541-1567)
- Francisco Andrés de Carvajal, O.F.M. (1568-1570)
- Manuel de Mercado Aldrete, O.S.H. (1570-1576)
- Fr. Diego de Salamanca, O.S.A. (1576-1587)
- Nicolás de Ramos y Santos, O.F.M. (1588-1592)
- Antonio Calderón de León (1593-1598)
- Martín Vasquez de Arce, O.P. (1600-1609)
- Francisco Diaz de Cabrera, O.P. (1611-1614)
- Pedro de Solier y Vargas, O.S.A. (1614-1619)
- Bernardo de Valbuena (1620-1627)
- Juan López de Agurto de la Mata (1630-1634)
- Juan Alonso de Solis y Mendoza, O. Carm. (1635-1641)
- Damián Lopez de Haro, O.SS.T. (1643-1648)
- Hernando de Lobo Castrillo, O.F.M. (1649-1651)
- Francisco Naranjo, O.P. (1652-1655)
- Juan Francisco Arnaldo Isasi (1656-1661)
- Benito de Rivas, O.S.B. (1663-1668)
- Bartolomé Garcia de Escañuela, O.F.M. (1671-1676)
- Marcos de Sobremonte (1677-1681)
- Juan Francisco de Padilla, O. de M. (1684-1693)
- Jerónimo Nosti de Valdés, O.S.Bas. (1704-1705)
- Pedro de la Concepcion Urtiaga, O.F.M. (1707- 1715)
- Fernando de Valdivia y Mendoza, O.S.A. (1719-1725)
- Sebastián Lorenzo Pizarro, O.S.Bas. (1727-1736)
- Francisco Pérez Lozano, O.S.Bas. (1738-1743)
- Francisco Placido de Bejar, Monje Basilio (1745)
- Francisco Julián de Antolino (1748-1752)
- Pedro Martínez de Oneca (1756-1760)
- Mariano Martí (1761-1770)
- Manuel Jiménez Pérez, O.S.B. (1771-1781)
- Felipe José de Tres-Palacios (1784-1789)
- Francisco de Cuerda (1790-1795)
- Juan Bautista de Zengotita, O. de M. (1795-1802)
- Juan Alejo de Arizmendi (1804-1814)
- Mariano Rodríguez de Olmedo (1815-1824)
- Pedro Gutierrez de Cos (1826-1833)
- Francisco Fleix Soláus (1846)
- Francisco de La Puente, O.P.(1846-1848)
- Gil Estévez y Tomás (1848-1854)
- Pablo Benigno Carrion de Málaga, O.F.M. Cap. (1857-1871)
- Juan Antonio Puig y Montserrat, O.F.M. (1874-1894)
- Toribio Minguella y Arnedo, O.A.R. (1894-1898)
- Francisco Javier Valdés y Noriega, O.S.A. (1898-1899)
- James Herbert Blenk, S.M. (1899-1906)
- William Ambrose Jones, O.S.A. (1907-1921)
- Jorge José Caruana (1921-1925)
- Edwin Vincent Byrne (1929-1943)
- James Peter Davis (1943-1964)
- Monseñor James Peter Davis, 1960-1964, primeiro arcebispo
- Luis Aponte Martínez, 1964-1999,
- Roberto González Nieves, 1999-presente